# Eleições estaduais em Pernambuco em 1950
As eleições estaduais em Pernambuco em 1950 ocorreram em 3 de outubro como parte das eleições gerais no Distrito Federal, em 20 estados e nos territórios federais do Acre, Amapá, Rondônia e Roraima. Foram eleitos o governador Agamenon Magalhães, o senador Apolônio Sales, 19 deputados federais e 65 deputados estaduais.
Há três anos a disputa pelo governo estadual envolveu três candidatos naturais do Recife e outro de Vicência num combate onde os nativos da capital obtiveram quase toda a votação e dada a controvérsia quanto aos números do pleito, o vencedor assumiu somente em 14 de fevereiro de 1948 quando o Tribunal Superior Eleitoral reconheceu o triunfo de Barbosa Lima Sobrinho, cuja sucessão envolveria apenas dois postulantes.
Advogado formado na Universidade Federal de Pernambuco, Agamenon Magalhães foi promotor de justiça em São Lourenço da Mata, jornalista e professor do Ginásio Pernambucano. Eleito deputado estadual em 1918 e 1922 e deputado federal em 1923 e 1927, apoiou a Revolução de 1930 e a interventoria de Carlos de Lima Cavalcanti. Em 1933 foi eleito deputado federal e ajudou a elaborar a Constituição de 1934. Ato contínuo, foi nomeado ministro do Trabalho pelo presidente Getúlio Vargas e sob sua gestão foi criado o Instituto de Aposentadorias e Pensões dos Industriários e durante o primeiro semestre de 1937 foi ministro da Justiça. Com a decretação do Estado Novo assumiu o cargo de interventor federal e governou Pernambuco até fevereiro de 1945 quando retornou ao posto de ministro da Justiça e ajudou a formular as leis acerca das eleições gerais daquele ano. Nessa oportunidade foi escolhido para integrar o diretório nacional do PSD e depois seria eleito para o seu quarto mandato de deputado federal participando das discussões que aprovaram a Constituição de 1946. Quatro anos depois voltou ao Palácio do Campo das Princesas como governador eleito pelo voto direto.
Engenheiro agrônomo formado na Universidade Federal Rural de Pernambuco, Apolônio Sales nasceu em Altinho e exerceu suas atividades nas áreas de fitopatologia, irrigação e produção de laticínios junto ao governo estadual antes de assumir o cargo de secretário de Agricultura por cinco anos a partir de 1937. Ministro da Agricultura no governo do presidente Getúlio Vargas durante a participação do Brasil na Segunda Guerra Mundial, foi entusiasta pela criação da Companhia Hidrelétrica do São Francisco. Professor da universidade onde se graduou, exerceu cargos de direção no antigo Banco América do Sul. Filiado ao PSD foi eleito senador em 1947 e reeleito três anos depois.

## Resultado da eleição para governador
Em relação à disputa pelo governo estadual os arquivos do Tribunal Superior Eleitoral informam o comparecimento de 405.936 eleitores, dos quais 387.771 foram votos nominais ou votos válidos. Foram apurados também 11.455 votos em branco (2,82%) 6.710 votos nulos (1,65%).
| Candidatos a governador do estado | Candidatos a vice-governador | Número | Coligação           | Votação | Percentual |
| --------------------------------- | ---------------------------- | ------ | ------------------- | ------- | ---------- |
| Agamenon Magalhães PSD            | Não havia -                  | -      | PSD (sem coligação) | 198.586 | 51,21%     |
| João Cleofas UDN                  | Não havia -                  | -      | UDN (sem coligação) | 189.185 | 48,79%     |
| Fontes:                           |                              |        |                     |         |            |

## Resultado da eleição para senador
Em relação à disputa para senador os arquivos do Tribunal Superior Eleitoral informam o comparecimento de 405.936 eleitores, dos quais 373.437 foram votos nominais ou votos válidos. Foram apurados também 25.493 votos em branco (6,28%) 7.006 votos nulos (1,73%).
| Candidatos a senador da República | Candidatos a suplente de senador | Número | Coligação           | Votação | Percentual |
| --------------------------------- | -------------------------------- | ------ | ------------------- | ------- | ---------- |
| Apolônio Sales PSD                | Martiniano Fernandes PSD         | -      | PSD (sem coligação) | 199.006 | 53,29%     |
| Osvaldo Lima PL                   | Pedro Alaim Teixeira PSP         | -      | PL, PSP             | 174.431 | 46,71%     |
| Fontes:                           |                                  |        |                     |         |            |

## Deputados federais eleitos
São relacionados os candidatos eleitos com informações complementares da Câmara dos Deputados.

Representação eleita
  PSD: 11
  UDN: 4
  PTB: 2
  PDC: 1
  PL: 1

| Deputados federais eleitos | Partido | Votação | Percentual | Cidade onde nasceu     | Unidade federativa |
| Heráclio Rego              | PSD     | 24.566  |            | Limoeiro               | Pernambuco         |
| Arruda Câmara              | PDC     | 19.741  |            | Afogados da Ingazeira  | Pernambuco         |
| Jarbas Maranhão            | PSD     | 18.768  |            | Nazaré da Mata         | Pernambuco         |
| João Roma                  | PSD     | 16.232  |            | Olinda                 | Pernambuco         |
| Alde Sampaio               | UDN     | 13.711  |            | Catende                | Pernambuco         |
| João Cleofas               | UDN     | 13.309  |            | Vitória de Santo Antão | Pernambuco         |
| Barros Carvalho            | PTB     | 12.968  |            | Palmares               | Pernambuco         |
| Pedro de Sousa             | PL      | 12.264  |            | São José do Egito      | Pernambuco         |
| Oscar Carneiro             | PSD     | 12.179  |            | Paudalho               | Pernambuco         |
| Magalhães Melo             | PSD     | 11.911  |            | Recife                 | Pernambuco         |
| Ulisses Lins               | PSD     | 11.173  |            | Sertânia               | Pernambuco         |
| Paulo Guerra               | PSD     | 10.947  |            | Nazaré da Mata         | Pernambuco         |
| Otávio Correia             | PSD     | 10.521  |            | Cabaceiras             | Paraíba            |
| Severino Mariz             | PTB     | 10.327  |            | [ nota 8 ]             | Pernambuco         |
| Lima Cavalcanti            | UDN     | 10.077  |            | Amaraji                | Pernambuco         |
| José de Pontes Vieira      | PSD     | 9.604   |            | Caruaru                | Pernambuco         |
| Nilo Coelho                | PSD     | 9.474   |            | Petrolina              | Pernambuco         |
| Neto Campelo               | UDN     | 9.034   |            | Recife                 | Pernambuco         |
| João Ferreira Lima         | PSD     | 8.422   |            | Nazaré da Mata         | Pernambuco         |
| Fontes:                    |         |         |            |                        |                    |

## Deputados estaduais eleitos
Estavam em jogo as 65 cadeiras da Assembleia Legislativa de Pernambuco.

Representação eleita
  PSD: 29
  UDN: 13
  PSP: 8
  PTB: 5
  PDC: 4
  PL: 2
  PR: 2
  PST: 1
  PRP: 1

Fonteː
| Deputados estaduais eleitos             | Partido | Votação | Percentual | Cidade onde nasceu      | Unidade federativa  |
| Antônio Torres Galvão                   | PSD     | 4.601   |            | Goianinha               | Pernambuco          |
| Manuel da Santa Cruz Valadares          | UDN     | 4.380   |            | São José do Egito       | Pernambuco          |
| Paulo Figueiredo Cavalcanti             | PSP     | 3.996   |            | Olinda                  | Pernambuco          |
| Lael Feijó Sampaio                      | UDN     | 3.639   |            | Catende                 | Pernambuco          |
| Francisco de Morais Heráclito           | PSD     | 3.566   |            | Limoeiro                | Pernambuco          |
| Miguel Mendonça de Melo                 | PTB     | 3.527   |            | Barreiros               | Pernambuco          |
| Alcides Teixeira                        | PTB     | 3.474   |            | Recife                  | Pernambuco          |
| João Teobaldo de Azevedo                | PSD     | 3.405   |            | Carpina                 | Pernambuco          |
| Alberes Coutinho do Rego                | PSD     | 3.390   |            | Carpina                 | Pernambuco          |
| Elpídio de Noronha Branco               | PSD     | 3.350   |            | Igarassu                | Pernambuco          |
| Fábio Corrêa de Oliveira Andrade        | PSD     | 3.350   |            | Escada                  | Pernambuco          |
| Edson Moury Fernandes                   | PSD     | 3.396   |            | Recife                  | Pernambuco          |
| Antônio Heráclito do Rego               | PDC     | 3.299   |            | Limoeiro                | Pernambuco          |
| Walfredo Paulino de Siqueira            | PSD     | 3.280   |            | São José do Egito       | Pernambuco          |
| Constantino Carneiro Maranhão           | PL      | 3.203   |            | Moreno                  | Pernambuco          |
| José Abílio d'Albuquerque Ávila         | PSD     | 3.145   |            | Chã Grande              | Pernambuco          |
| Irineu de Pontes Vieira                 | PSD     | 3.116   |            | Caruaru                 | Pernambuco          |
| Osvaldo Lima Filho                      | PSP     | 3.108   |            | Cabo de Santo Agostinho | Pernambuco          |
| Lívio de Souza Valença                  | PSD     | 3.069   |            | Capoeiras               | Pernambuco          |
| Veneziano Vital do Rêgo                 | PSD     | 3.038   |            | Campina Grande          | Paraíba             |
| Adalberto Tabosa de Almeida             | UDN     | 2.997   |            | Caruaru                 | Pernambuco          |
| Severino Mário de Oliveira              | PSD     | 2.986   |            | Palmares                | Pernambuco          |
| José Santana                            | PSD     | 2.941   |            | Ipojuca                 | Pernambuco          |
| Nilo de Oliveira Pereira                | PSD     | 2.933   |            | Ceará-Mirim             | Rio Grande do Norte |
| Jorge Feliciano de Albuquerque          | PSD     | 2.931   |            | Recife                  | Pernambuco          |
| Celso da Costa Miranda                  | PTB     | 2.922   |            | Lagoa Grande            | Pernambuco          |
| Luiz Wanderley Simões                   | PSD     | 2.876   |            | Ouricuri                | Pernambuco          |
| José Francisco de Melo Cavalcanti       | PSD     | 2.862   |            | Recife                  | Pernambuco          |
| Augusto Novaes                          | PL      | 2.857   |            | Escada                  | Pernambuco          |
| Nelson Barbosa                          | PSD     | 2.854   |            | Surubim                 | Pernambuco          |
| José Joaquim da Silva Filho             | PSD     | 2.843   |            | Garanhuns               | Pernambuco          |
| Nestor de Souza                         | PSP     | 2.764   |            | Petrolina               | Pernambuco          |
| Deocleciano Pereira Lima                | UDN     | 2.721   |            | Triunfo                 | Pernambuco          |
| Afonso Ferraz                           | PSD     | 2.686   |            | Floresta                | Pernambuco          |
| Metódio de Godoy Lima                   | PSD     | 2.680   |            | Itapetim                | Pernambuco          |
| José Gomes de Sá                        | PR      | 2.655   |            | Sousa                   | Paraíba             |
| Pio Genésio Guerra                      | UDN     | 2.636   |            | Umbuzeiro               | Paraíba             |
| Esmerino Cruz Sampaio                   | PSD     | 2.621   |            | São Lourenço da Mata    | Pernambuco          |
| João Vieira de Menezes                  | PDC     | 2.592   |            | Araripina               | Pernambuco          |
| Inácio de Lemos Vasconcelos             | UDN     | 2.523   |            | Serra Talhada           | Pernambuco          |
| Amaro Gomes Pedrosa                     | PSD     | 2.510   |            | Bonito                  | Pernambuco          |
| Paulo Germano de Magalhães              | PSD     | 2.486   |            | Recife                  | Pernambuco          |
| Emídio Cavalcanti de Albuquerque        | PSD     | 2.456   |            | Cabo de Santo Agostinho | Pernambuco          |
| José Mixto de Oliveira                  | UDN     | 2.417   |            | Lagoa de Itaenga        | Pernambuco          |
| Alfredo Américo Leite                   | PSD     | 2.416   |            | Garanhuns               | Pernambuco          |
| José Pires                              | PSD     | 2.407   |            | Tabira                  | Pernambuco          |
| Manuel Cordeiro de Melo                 | PSP     | 2.386   |            | Carnaíba                | Pernambuco          |
| Clélio Lemos                            | PSD     | 2.351   |            | Recife                  | Pernambuco          |
| Celso Cursino                           | UDN     | 2.259   |            | Macaparana              | Pernambuco          |
| Felipe Coelho                           | UDN     | 2.238   |            | Ouricuri                | Pernambuco          |
| Wilson Albino Pimentel                  | UDN     | 2.203   |            | Garanhuns               | Pernambuco          |
| Suetone Alencar                         | UDN     | 2.196   |            | Salgueiro               | Pernambuco          |
| Justino Alves Bezerra                   | PR      | 2.177   |            | Gravatá                 | Pernambuco          |
| Olímpio de Souza Ferraz                 | UDN     | 2.138   |            | Dormentes               | Pernambuco          |
| Aluísio Viana Pais de Barros            | PSP     | 2.131   |            | Tamandaré               | Pernambuco          |
| Fernando Carneiro Cavalcanti de Lacerda | PSP     | 2.086   |            | Recife                  | Pernambuco          |
| Otoniel Furtado Gueiros                 | UDN     | 1.964   |            | Canhotinho              | Pernambuco          |
| Aurino do Nascimento Valois             | PTB     | 1.766   |            | Vitória de Santo Antão  | Pernambuco          |
| Adalberto Gomes Pereira Guerra          | PTB     | 1.690   |            | Rio Formoso             | Pernambuco          |
| Antônio de Andrade Lima Filho           | PST     | 1.593   |            | Goiana                  | Pernambuco          |
| Luís de França Cavalcanti da Costa Lima | PSP     | 1.568   |            | Igarassu                | Pernambuco          |
| Geminiano da Cunha Pedrosa              | PSP     | 1.481   |            | Ilha de Itamaracá       | Pernambuco          |
| João Elísio Florêncio                   | PDC     | 1.465   |            | Parnamirim              | Pernambuco          |
| Antônio Luiz da Silva Filho             | PDC     | 1.232   |            | Recife                  | Pernambuco          |
| José Rodrigues da Silva                 | PRP     | 1.183   |            | Riacho das Almas        | Pernambuco          |
| Fontes:                                 |         |         |            |                         |                     |